# کانادا کریک رنچ (میشیگان)
کانادا کریک رنچ (به انگلیسی: Canada Creek Ranch) یک منطقهٔ مسکونی در ایالات متحده آمریکا است که در شهرستان مونمورانسی، میشیگان واقع شده‌است. کانادا کریک رنچ ۲۱٫۴ کیلومتر مربع مساحت و ۴۰۵ نفر جمعیت دارد و ۲۵۰ متر بالاتر از سطح دریا واقع شده‌است.